# Louis Jauffret
Louis Jauffret (ur. 21 lutego 1943 w Montgenèvre) – francuski narciarz alpejski, brązowy medalista mistrzostw świata.

## Kariera
W zawodach Pucharu Świata zadebiutował 5 stycznia 1967 roku w Berchtesgaden, gdzie zajął szesnaste miejsce w slalomie. Pierwsze punkty (do sezonu 1978/79 punktowało tylko dziesięciu najlepszych zawodników) zdobył 15 stycznia 1967 roku w Wengen, gdzie był czwarty w tej samej konkurencji. Na podium zawodów tego cyklu pierwszy raz stanął 22 stycznia 1967 roku w Kitzbühel, kończąc slalom na trzeciej pozycji. W zawodach tych wyprzedzili go tylko jego rodak, Jean-Claude Killy i Bengt Erik Grahn ze Szwecji. W kolejnych startach jeszcze jeden raz stanął na podium: 5 lutego 1967 roku w Madonna di Campiglio był drugi w slalomie. W klasyfikacji generalnej sezonu 1966/1967 zajął 10. miejsce, a w klasyfikacji slalomu był czwarty. Startował także w sezonie 1967/1968, jednak nie zdobył punktów.
Wystartował na mistrzostwach świata w Portillo w 1966 roku, gdzie wywalczył brązowy medal w slalomie. W zawodach tych wyprzedzili go jedynie Włoch Carlo Senoner i kolejny Francuz, Guy Périllat. Był to jego jedyny medal wywalczony na międzynarodowej imprezie tej rangi. Nigdy nie wystąpił na igrzyskach olimpijskich.

## Osiągnięcia

### Mistrzostwa świata
| Miejsce | Dzień       | Rok  | Miejscowość | Konkurencja | Czas biegu | Strata | Zwycięzca     |
| ------- | ----------- | ---- | ----------- | ----------- | ---------- | ------ | ------------- |
| 3.      | 14 sierpnia | 1966 | Portillo    | Slalom      | 1:41,56    | +1,02  | Carlo Senoner |

### Puchar Świata

#### Miejsca w klasyfikacji generalnej
- sezon 1966/1967: 10.
- sezon 1967/1968: -

#### Miejsca na podium
1. Kitzbühel – 22 stycznia 1967 (Slalom) – 3. miejsce
2. Madonna di Campiglio – 5 lutego 1967 (Slalom) – 2. miejsce